# Kaczawa

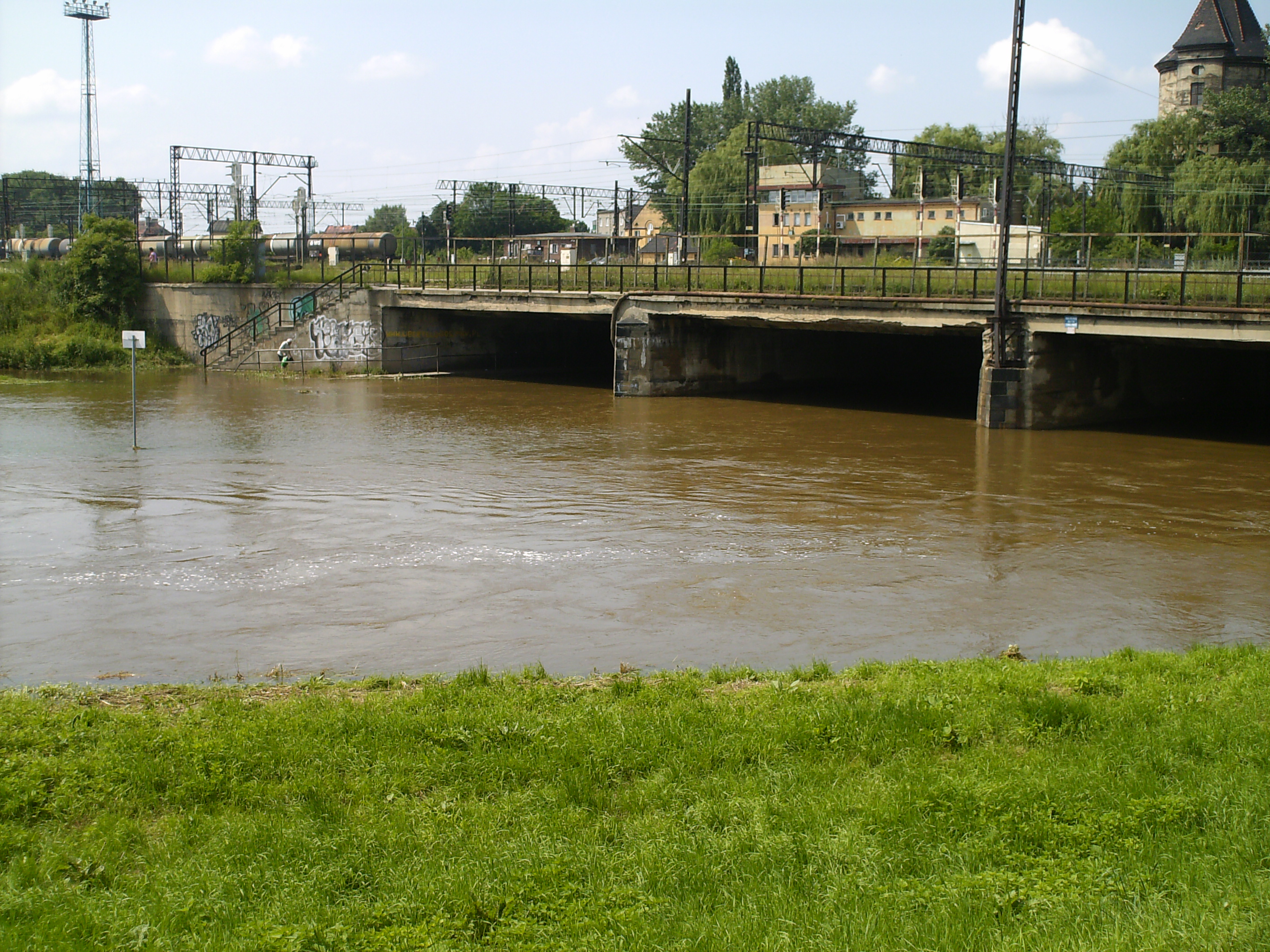
Kaczawa i Legnica.

Kaczawa (tyska Katzbach) är en västlig biflod till Oder i Nedre Schlesiens vojvodskap, Polen. Den rinner upp 451 meter över havet i Kaczawskiebergen (Góry Kaczawskie). På vägen passerar den städerna Wojcieszów, Świerzawa, Złotoryja, Legnica och Prochowice innan den mynnar i Oder strax utanför Prochowice. Under sitt 98 kilometer långa lopp har floden en total fallhöjd på 357 meter.

## Historia
I slaget vid Katzbach 26 augusti 1813 segrade de preussiska och ryska arméerna under befäl av Gebhard Leberecht von Blücher över den franska armén. Slaget stod i trakten av byarna Dohnau (nuvarande Dunino) och Bellwitzhof (Bielowice), omkring 10 kilometer söder om Liegnitz (Legnica).